# كالفيلو
كالفيلو (بالإيطالية: Calvello)‏ هي بلدية في مقاطعة بوتنسا في إقليم بازيليكاتا الإيطالي.

## السكان
في سنة 1861 بلغ عدد السكان 5٬391 نسمة، وتطور العدد ليصل في سنة 2011 لـ 1٬953 نسمة.
يظهر هذا المخطط البياني تطور النمو السكاني لـ كالفيلو